# 上三川巡回バス

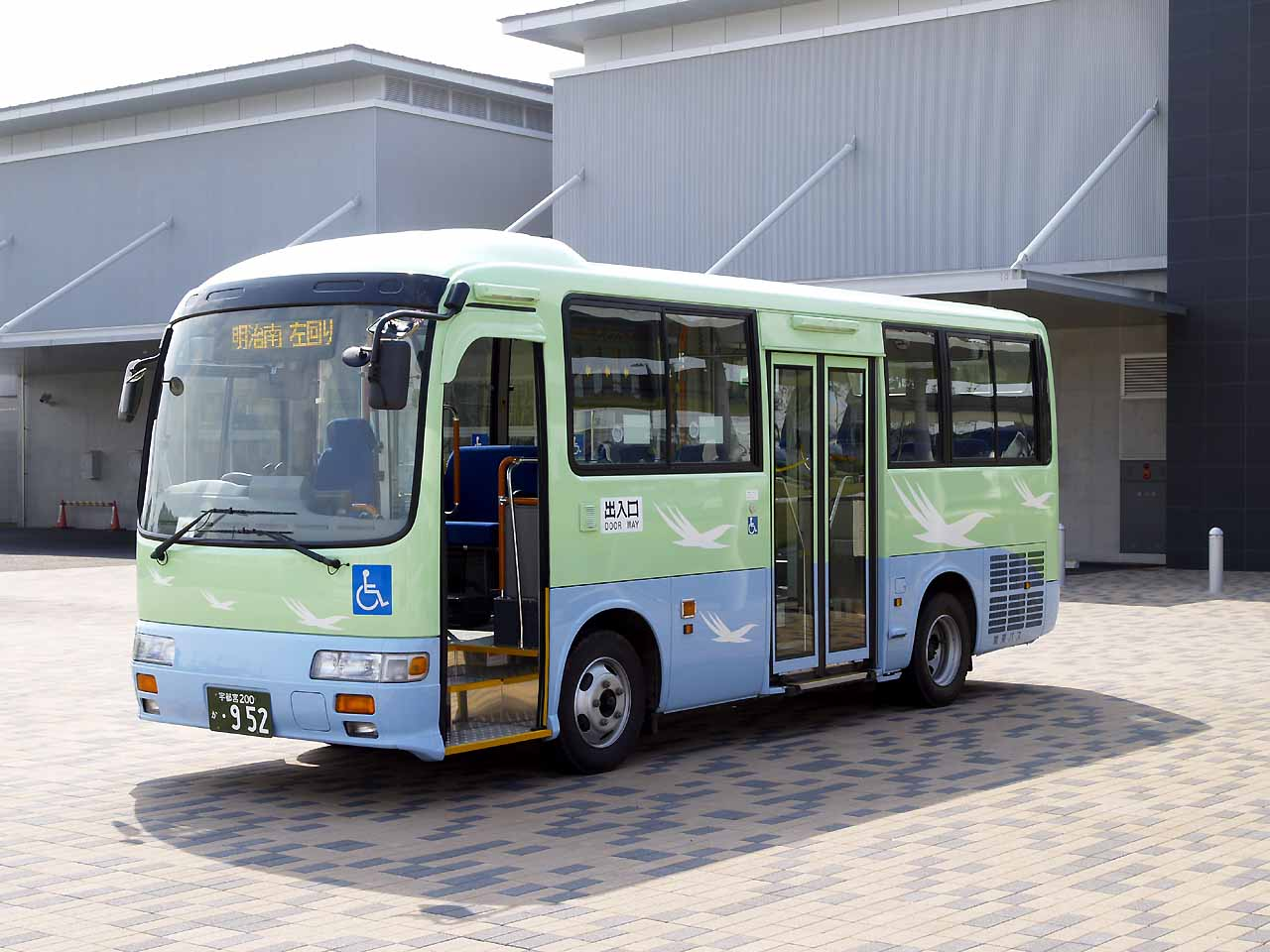
上三川町巡回バス（西地区専用車）

上三川町巡回バス（かみのかわまちじゅんかいバス）は栃木県河内郡上三川町がかつて運行していたコミュニティバスである。
2008年3月1日運行開始、2013年2月28日運行終了。
関東自動車へ運行を委託していた。上三川町役場に隣接する上三川いきいきプラザを運行拠点とする4路線が運行された。

## 概要
運行本数は各路線一日3本と少なく、乗客が1回利用する際の公費負担額（2010年度）が県内最多の3553円と報道されるなど、収益性が著しく低い状態であった。
このため、町は2013年2月に終了する関東自動車との契約更新を行わないことを決め、2013年3月1日よりデマンド型交通「かみたん号」へ移行したため全路線が廃止となった。
以下は廃止直前の情報である。
- 運賃：1乗車100円均一
- 運転日：月曜運休（祝日時は火曜運休）。

## 路線
各路線とも左回り右回り含めて一日3便の運転。
上三川路線
上三川いきいきプラザ - 坂上小学校 - 下町公民館 - 上郷2区公民館 - 上三川いきいきプラザ
本郷路線
上三川いきいきプラザ - 蓼沼児童館 - 本郷北コミュニティセンター - 磯川緑地公園 - 上三川いきいきプラザ
明治北路線
上三川いきいきプラザ - 石田コミュニティセンター - ゆうきが丘 - 明治小学校 - 上三川いきいきプラザ
明治南路線
上三川いきいきプラザ - 石橋駅東口 - 上三川高校 - 田川ふれあい公園 - 上三川いきいきプラザ

## 車両
専用カラーの日野・リエッセ2台が用意された。全線廃止後は2台ともふれあいバスへ転用された。